# Taylor Dent
Taylor Dent (Newport Beach, California, 24 de abril de 1981) é um ex-tenista profissional estadunidense que foi 4° lugar nas Olimpíadas de Atenas, em 2004.

## Carreira
Tenista americano Dent possui 4 títulos da ATP e 3 vice-campeonatos, tenista que no circuito chegou a número 21 do mundo, e representou os Estados Unidos na Copa Davis e nas Olimpiadas de Atenas onde foi 4° colocado perdendo para os chilenos, na semifinal para Nicolás Massú e na decisão do 3° para Fernando Gonzalez.
Profissional desde 1998, atualmente está em litigio desde de março de 2007 sem jogar na ATP, Suas melhores atuações em Grand Slam são 2 oitavas-de-finais em Wimbledon 2005 e Aberto dos Estados Unidos em 2003. Ele é filho do ex jogador Phil Dent finalista do Australian Open de 1974.

## Títulos
Simples
- 8 de julho de 2002	Newport, Estados Unidos sobre James Blake (Estados Unidos)	6-1 4-6 6-4
- 17 de fevereiro de 2003	Memphis, Estados Unidos	sobre Andy Roddick (Estados Unidos)	6-1 6-4
- 22 de setembro de 2003	Bangkok, TailÂndia sobre Juan Carlos Ferrero (España)	6-3 7-6(5)
- 29 de setembro de 2003	Moscou, Russia sobre Sargis Sargsian (Armenia)	7-6(5) 6-4

## Ligações Externas
- «Site oficial» (em inglês)